# Responsible Investment Brand Index (RIBI)
Il Responsible Investment Brand Index (RIBI) è una scala che si pone l’obiettivo di analizzare quali società di gestione del risparmio a livello globale sono effettivamente impegnate su temi ESG (environmental, social, governance).
L'indice annuale è stato creato nel 2018 da Jean-Francois Hirschel e Markus Kramer.

## Metodologia
Lo studio RIBI analizza le società di gestione da due punti di vista:
- L’impegno del gestore a investire in modo responsabile tramite “azioni concrete“, come la partecipazione a iniziative collettive sullo sviluppo sostenibile o la pubblicazione di attività di voto per procura. In questa categoria vengono esaminati sette criteri, tra cui la qualità del voto sulle azioni quotate, la strategia e la governance dell’investimento responsabile.
- Il modo in cui le intenzioni dell’azienda sono state comunicate tramite il brand. Qui sono stati valutati otto criteri qualitativi, comprese le dichiarazioni di intenti e il modo in cui vengono espressi i sistemi di valori che mirano a fare una differenza positiva per la società.

La valutazione è calcolata sulla base delle informazioni pubblicamente disponibili elencate nella relazione del PRI (Principles for Responsible Investment).

## Valutazione del marchio
La valutazione è calcolata sulla base di informazioni pubblicamente disponibili sul marchio di un'impresa e include la valutazione di quanto un gestore patrimoniale esprima o meno un intento, se quest'ultimo sia connesso o meno con gli obiettivi della società, la valutazione della qualità dell'espressione di lo scopo basato su criteri chiave, se il gestore ha o meno un sistema di valori, indipendentemente dal fatto che questo sistema di valori sia connesso o meno con obiettivi sociali, una valutazione della qualità dell'espressione del sistema di valori basato su cinque criteri e se il gestore patrimoniale ha o meno uno slogan che si collega alle ambizioni della società.

### Categorie
La coerenza di ciò che un asset manager si impegna in termini di investimento responsabile e il modo in cui l'azienda lo proietta nel suo marchio è classificata in quattro quadranti principali:
- "Avant-Gardists" (sopra la media sulla valutazione dell'impegno e sulla valutazione del marchio);
- "Traditionalists" (sopra la media sulla valutazione dell'impegno e sotto la media sulla valutazione del marchio;
- "Aspirants" (sopra la media sulla valutazione del marchio e sotto la media sulla valutazione dell'impegno);
- "Laggards" (sotto la media su entrambe le valutazioni)[12].

La lista delle aziende nella categoria "Avant-Gardists" è pubblicata per intero, in modo da incoraggiare comportamenti positivi all'interno del settore. Le aziende che appartengono a questa categoria in genere utilizzano regolarmente l'indice e vi fanno riferimento nella loro comunicazione aziendale..